# Kaserne Peršlák

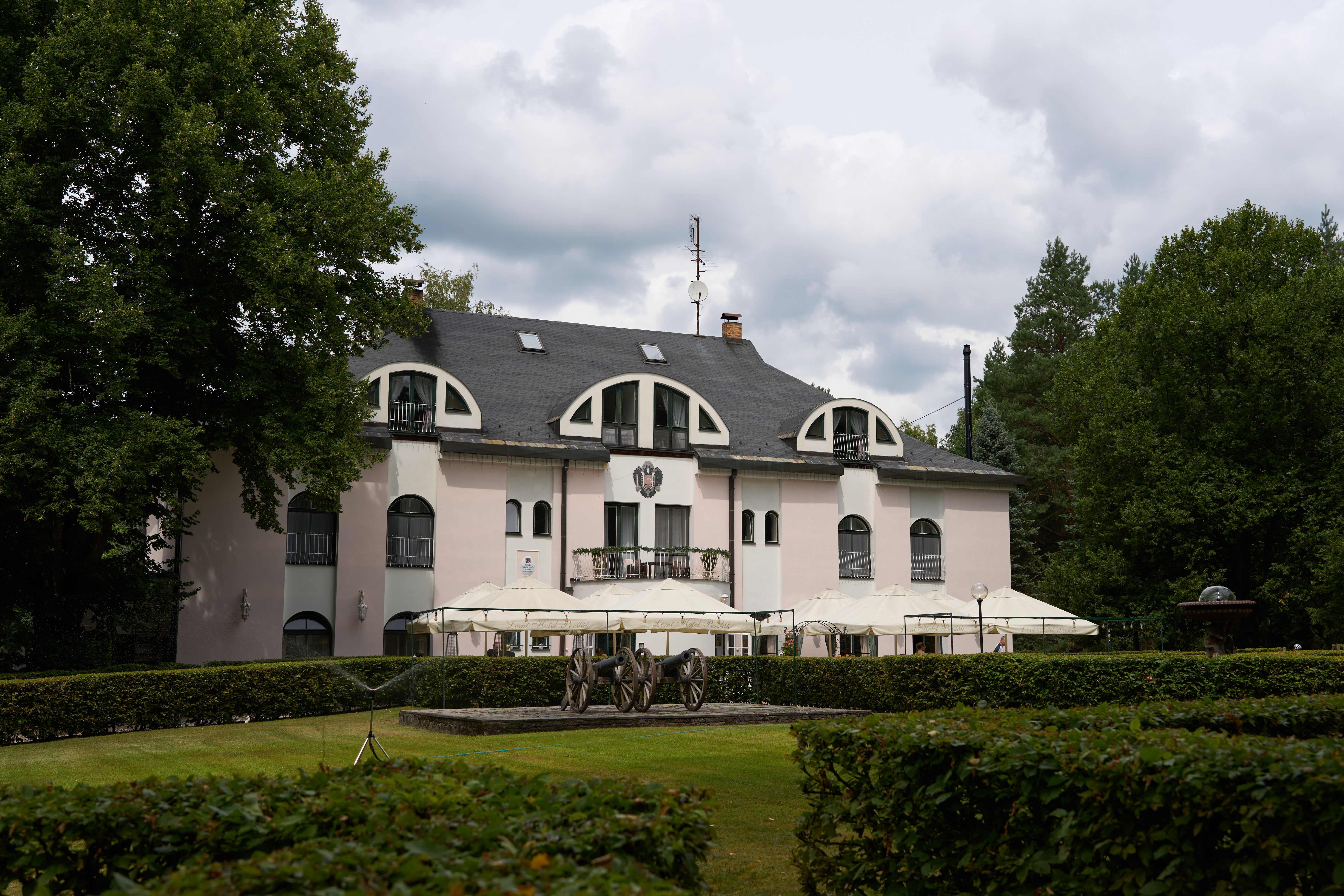
Das Gebäude 2025

Die Kaserne Peršlák ist eine ehemalige Grenzkaserne in Tschechien. Das Gebäude der Kaserne liegt an der tschechischen Grenze zu Österreich, direkt am nördlichsten Punkt Österreichs. Bekannt wurde es durch den einzigen erhaltenen „Stein der Republik“. Seit 1992 wird das Gebäude als Hotel genutzt, seit 2008 besteht auch ein Grenzmuseum.

## Geographische Lage
Die Kaserne Peršlák befindet sich knapp zwei Kilometer südwestlich des zu Nová Bystřice gehörenden Ortsteiles Nový Vojířov in Tschechien bzw. einen Kilometer nördlich von Rottal. Es liegt direkt an der Grenze zu Österreich an dem vom Neumühlbach / Koštěnický potok gespeisten Teich Novomlýnský rybník.

## Geschichte
Das Gebäude wurde im Jahre 1922 an der Neumühle bei Böhmisch Bernschlag / Český Peršlak als Grenzkaserne bzw. als Zollwache an der tschechoslowakisch-österreichischen Grenze errichtet. Nach dem „Anschluss“ Österreichs an Deutschland im Jahre 1938 waren neben der Grenzwache auch Soldaten und Truppen der SOS Verbände stationiert. Aus dieser Zeit stammt auch der Stein der Republik, welcher heute vor dem Gebäude steht. 
Im Zweiten Weltkrieg diente das Areal zuerst als Unterkunft der Wehrmacht und ab 1940 der Hitlerjugend. Von 1945 bis 1948 zogen wieder Beamte der Zollwache ein. 1948 wurde die Kaserne von der Grenzwache (PS – Pohraniční stráž) der Tschechoslowakei übernommen. Diese galten als Eliteeinheiten. Neben der Grenzsicherung nach innen, welche eine Flucht von Staatsbürgern der Warschauer-Pakt-Staaten verhindern sollte, war eine der Hauptaufgaben die enge Zusammenarbeit mit den Volksmilizen (LM – Lidové Milice) und die politische Gleichschaltung der Bewohner der Grenzregion. 
Im Jahr 1992 wurde das Areal privatisiert und zum Waldhotel Peršlák umgebaut.

## Stein der Republik

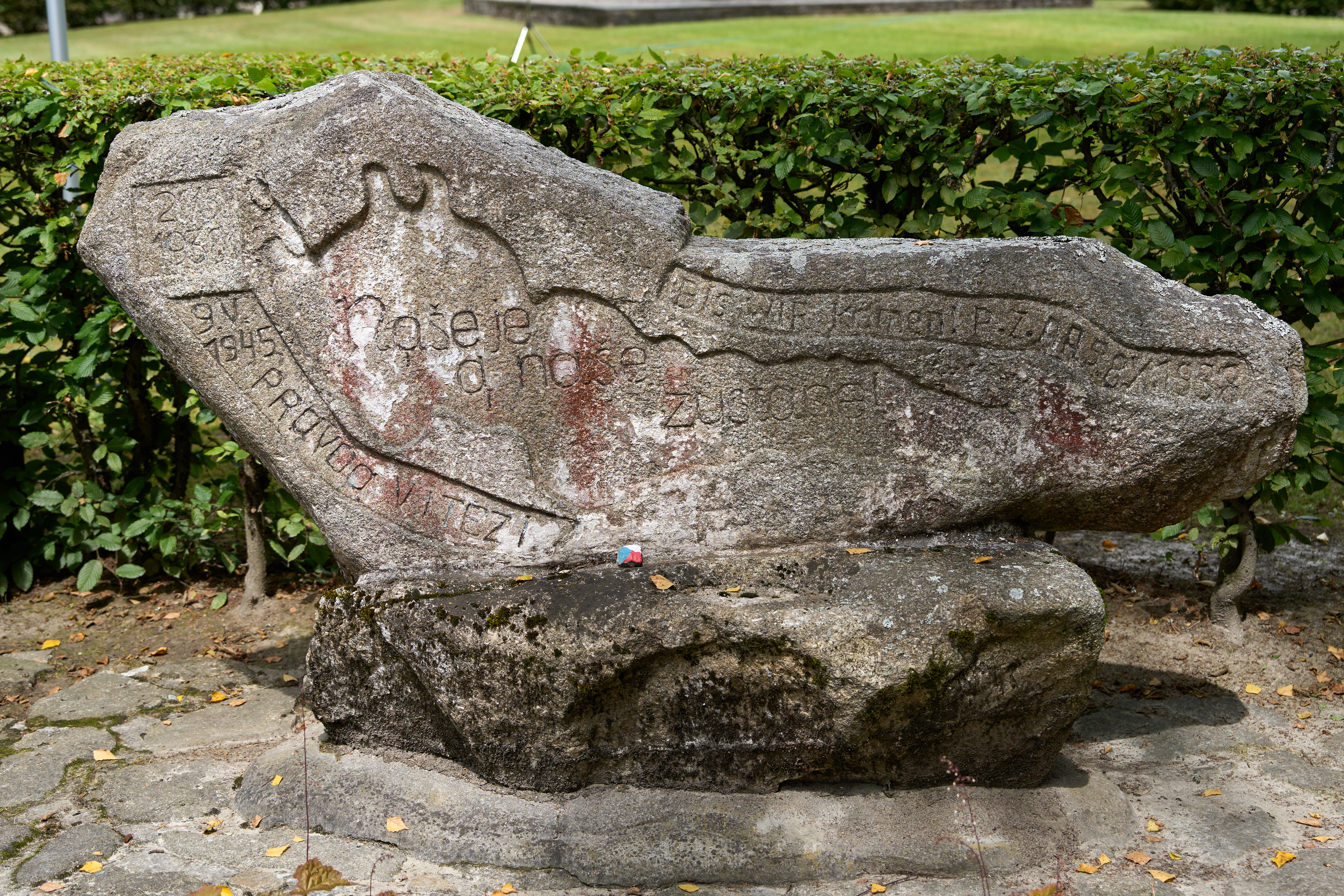
Der Stein der Republik

Der Stein der Republik befindet sich vor dem Gebäude. Er besteht aus Sandstein und hat die Form der ehemaligen Tschechoslowakei, inklusive Karpatenrusslands. Die erste Inschrift stammt von tschechoslowakischen Zöllnern aus dem Jahr 1938. 
Der Text lautet: „Uns gehört sie, unsere bleibt sie, 1938“ Originaltext in tschechischer Sprache: „Naše je a naše zůstane, 1938“. Damit war die Republik gemeint. Nach dem Anschluss des Sudetenlandes meißelten Soldaten der Wehrmacht folgenden Text ein: „Bis wir kamen, 1938“. Nach dem Krieg, im Jahre 1945, als wieder tschechische Zöllner in die Kaserne einzogen, fügten sie die Inschrift hinzu: „Die Wahrheit siegt“ Originaltext in tschechischer Sprache: „Pravda vítězí“. Dies war auch der Wahlspruch der Exilarmeen der Tschechoslowakei.
Laut dem stellvertretenden Leiter des militärhistorischem Museums in Prag, Oberstleutnant Eduard Stehlík, gab es mehrere solche Steine der Republik, welche individuell von den einzelnen Besatzungen der Kasernen gestaltet wurden. Die meisten wurden bereits von der  Wehrmacht zerstört, die restlichen wurden zwischen 1948 und 1989 von den kommunistischen Machthabern entfernt. Der Stein der Republik vor dem Waldhotel Peršlák ist der einzige erhaltene. 
Er wird von zahlreichen Touristen und Schulklassen aufgesucht. Eine originalgetreue Kopie wird auch auf der Niederösterreichischen Landesausstellung gezeigt.

## Grenzmuseum
In den Räumlichkeiten des Gebäudes befindet sich seit 2008 auch ein Museum, das sich mit der Geschichte der Grenze zwischen Grenze zwischen Österreich und der Tschechoslowakei beschäftigt. Zu sehen sind Figuren in Uniformen aller Armeen, die seit 1848 in diesem Grenzgebiet stationiert waren. Weiterhin sind dort die Pläne, Fotos und Zeichnungen von Bunkeranlagen und Stellungen zu besichtigen, die im Jahr 1938 entlang der Grenze errichtet wurden. 
Da die Exponate eher die militärische Geschichte zeigen, sind dort Handfeuerwaffen, Gewehre, militärische Karten, Zubehör, aber auch Fotos und Feldpostbriefe von mehreren Armeen, die durch dieses Gebiet zogen, zu sehen. Viele der Ausstellungsstücke sind Bodenfunde, aber auch Geschenke von Sudetendeutschen.